# Петрунино (Рыбинский район)
Петрунино — деревня на территории Николо-Кормской сельской администрации Рыбинского района Ярославской области России. В рамках организации местного самоуправления входит в состав Покровского сельского поселения Рыбинского муниципального района

## География
Деревня расположена в окружении лесов на расстоянии около 2 км к северу от села Никольского, где проходит автомобильная дорога Р104 на участке Углич-Рыбинск, примерно в 1 км на восток расположена деревня Кочевка 1-я. На расстоянии 1 км к северу — урочище Патрино, где ранее была деревня, следуя из урочища на запад можно выйти на берег Волги к северу от деревни Большое Высоко. Прямая дорога на запад от деревни перекрыта болотом. За урочищем Патрино на север на расстоянии около 6 км необитаемый лес вплоть до железной дороги Рыбинск-Сонково.

## История
Деревня Петрунина и деревня Патрина указаны на плане Генерального межевания Рыбинского уезда 1792 года.

## Население
| 2007 | 2010 |
| ---- | ---- |
| 2    | ↘1   |

## Инфраструктура
Личное подсобное хозяйство с зоной сельскохозяйственного использования, индивидуальная застройка усадебного типа.
По почтовым данным в деревне 2 дома.

## Транспорт
Транспортное сообщение деревни через рейсовый автобус в селе Никольское связывает деревню с Рыбинском, Мышкиным и Угличем. 